# Stanisław Labocha
Stanisław Labocha (* 27. Januar 1946 in Gmina Kamionka) ist ein ehemaliger polnischer Radrennfahrer und nationaler Meister im Radsport.

## Sportliche Laufbahn
1969 gewann er die nationale Meisterschaft in der Mannschaftsverfolgung. 1970 wurde er Vize-Meister im Bergfahren und 1971 Vize-Meister im Paarzeitfahren mit Henryk Woźniak. Die Meisterschaft im Paarzeitfahren gewann er 1970 gemeinsam mit Edward Barcik. 1969 wurde er Dritter in der Bulgarien-Rundfahrt hinter dem Sieger Selvino Poloni und 1972 Dritter der Jugoslawien-Rundfahrt, die von Juri Lawruschkin gewonnen wurde.
1972 bestritt er die Internationale Friedensfahrt und wurde 37. der Gesamtwertung. In der Polen-Rundfahrt belegte er 1970 den 5. Rang und 1971 den 4. Platz. Er startete für die Vereine LZS Nowogard (1964–1968), LZS Gryf Szczecin (1968–1972) und Zagłębiak Będzin (1972–1978).